# Білокаменка (Бескарагайський район)
Білока́менка (каз. Белокаменка) — село у складі Бескарагайського району Абайської області Казахстану. Входить до складу Глуховського сільського округу.
Населення — 293 особи (2021; 310 у 2009, 427 у 1999, 500 у 1989).
Національний склад станом на 1989 рік:
- росіяни — 50 %
- казахи — 43 %